# Шин (літера)
Шин (груз. შინი, [ʃini]) — двадцять п'ята літера грузинської абетки. Позначає глухий заясенний фрикативний звук [ʃ] (вимовляється як українська «ш»). За міжнародним стандартом ISO 9984 транслітерується як š.

## Історія
| Асомтаврулі | Нусхурі | Мхедрулі |
| ----------- | ------- | -------- |
|             |         |          |

## Юнікод
- Ⴘ : U+10B8
- შ : U+10E8